# Neobatrachus sutor
Pour les articles homonymes, voir Sutor.
Espèce
Statut de conservation UICN

 LC  : Préoccupation mineure
Neobatrachus sutor est une espèce d'amphibiens de la famille des Limnodynastidae.

## Répartition
Cette espèce est endémique de l'Ouest de l'Australie. Elle se rencontre dans le nord-ouest de l'Australie-Méridionale, en Australie-Occidentale et dans le sud-ouest du Territoire du Nord.

## Publication originale
- Main, 1957 : A new burrowing frog from Western Australia. Western Australian Naturalist, vol. 6, no 1, p. 23-24.